# Noc w bibliotece
Noc w bibliotece (ang. The Body In The Library) – powieść kryminalna Agathy Christie opisująca przygody panny Marple, wydana w 1942 roku. Książka została zekranizowana w serialu telewizyjnym Agatha Christie: Miss Marple.

## Fabuła
W rezydencji państwa Bantrych zostają znalezione zwłoki młodej dziewczyny. Nikt nie wie, kim ona jest ani jakim cudem trafiła do Gossinghton Hall, ale mieszkańcy St. Mary Mead kierują swoje podejrzenia na właściciela biblioteki, pułkownika Bantry'ego. Dolly Bantry, oburzona zarzutami pod adresem męża, o pomoc w rozwiązaniu zagadki prosi przyjaciółkę, Jane Marple. Tymczasem na policji zjawia się kobieta, która rozpoznaje ofiarę jako swoją kuzynkę, Ruby Keene, tancerkę z hotelu Majestic. Jane Marple i Dolly Bantry wyruszają w drogę, aby rozwiązać tajemnicę śmierci dziewczyny. Okazuje się, że w hotelu Majestic przebywa rodzina Jeffersonów, z którymi Ruby zdołała się zaprzyjaźnić. Głowa rodziny, starszy i schorowany pan Jefferson jest tak zafascynowany młodą przyjaciółką, że postanowił zapisać jej cały swój majątek, wydziedziczając rodzinę. Czy właśnie to było motywem zbrodni?

## Rozwiązanie
Zięć Jeffersona i wdowiec po jego córce, Mark Gaskell oraz kuzynka Ruby, Josie Turner są małżeństwem, co przez cały czas starannie ukrywali. Mieli oni nadzieję na olbrzymi spadek po panu Jeffersonie, więc gdy pojawiła się możliwość, że staruszek pozostawi go Ruby, postanowili ją usunąć. Żeby wprowadzić w błąd policję, popełnili też drugie morderstwo, na nastoletniej dziewczynce, Pameli Reeves. Josie i Mark chcieli, by właśnie te zwłoki uznano później za Ruby. Następnie udali się do hotelu, gdzie wciąż była jeszcze żywa Ruby. Oboje tego wieczoru starali się być jak najbliżej gości, co zapewniało im alibi. Tymczasem prawdziwą Ruby Keene zabili później i następnego dnia spalili jej zwłoki wraz ze skradzionym samochodem jednego z gości hotelowych. Sprytna panna Marple namawia pana Jeffersona na prowokację w celu uchwycenia sprawców. Ma on powiedzieć przy wszystkich, że następnego dnia planuje zapisać cały swój majątek organizacji dobroczynnej. W tej sytuacji Josie Turner zakrada się w nocy do pokoju staruszka i próbuje wstrzyknąć mu truciznę, lecz zostaje od razu aresztowana.